# Kapel til nutiden
Kapel til nutiden (i folkemunde kaldet Hundelorten) er en skulptur i keramik, udført af Bjørn Nørgaard i 1994.
Den er placeret i Adelgade i Randers, hvor der tidligere var en byport. Skulpturen er den tredje i en række af indtil videre fem skulpturer, der er placeret hvor der tidligere har været en byport til Randers.